# Бойниха
Бойниха (в верховье Сидоровка) — река в Алтайском крае России. Впадает в реку Кошкаргаиха в 3 км от устья по правому берегу. Длина реки составляет 20 км.

## Данные водного реестра
По данным государственного водного реестра России относится к Верхнеобскому бассейновому округу, водохозяйственный участок реки — Обь от слияния рек Бия и Катунь до города Барнаул, без реки Алей, речной подбассейн реки — бассейны притоков (Верхней) Оби до впадения Томи. Речной бассейн реки — (Верхняя) Обь до впадения Иртыша.

## Топографические карты
- Лист карты N-44-108 Южный. Масштаб: 1 : 100 000. Указать дату выпуска/состояния местности.